# ソーントン・オークリー
ソーントン・オークリー（Thornton Oakley、 1881年3月27日 - 1953年4月4日）は、アメリカ合衆国の画家、イラストレーターである。「ブランデーワイン派」と呼ばれるハワード・パイルの指導を受けたイラストレーターの1人である。

## 略歴
ピッツバーグで生まれた。1897年に地元の学校を卒業した後、フィラデルフィアのペンシルベニア大学に入学し、1901年に修士号を取得した。1902年からハワード・パイルのもとでイラストレーションを学び始め、デラウェア州ウィルミントンのパイルの冬のスタジオと、ペンシルベニア州チャッズフォード(Chadds Ford)の 夏のスタジオの両方で、パイルのもとで修行した。
「センチュリー」や「コリアーズ」、「ハーパーズ・マンスリー」、「スクリブナーズ・マガジン」といった雑誌のイラストレーター兼ライターとして活躍した。1914年から1919年の間と1921年から1936年の間は、フィラデルフィア美術館付属の工芸学校でイラストレーションを教えた。1914年から1915年の間はペンシルベニア大学で絵画を教え、シカゴ美術館やメトロポリタン美術館、カーティス美術研究所でも講義を行った。1915年のサンフランシスコ万国博覧会や1926年にフィラデルフィアで開催された米国独立150年記念万国博覧会（Sesquicentennial Exposition）では芸術部門の審査員や運営理事を務めた。
第一次世界大戦中には、アメリカ合衆国政府の注文でフィラデルフィアのホッグ・アイランド造船所の軍艦の建造を描き、これは版画にされて配布された。
1938年から1939年にかけて、フィラデルフィアのフランクリン研究所（Franklin Institute）に高さ12フィートの壁画パネル6枚を制作した。第二次世界大戦中の、1942年、1943年、1945年の「ナショナル ジオグラフィック」誌に戦争を題材の挿絵を制作した。戦後は、ペンシルバニア鉄道やフィラデルフィア電力会社、サン石油会社などの産業から注文を受けた。
1953年にフィラデルフィア近郊のブリン・マー（Bryn Mawr）で亡くなった。
1910年3月に、ソーントン・オークリーはエイミー・ユーイング（Amy Ewing: 1882-1963）と結婚した 。家族で国外を旅し、エイミーはその旅行記を出版し、エイミーの旅行記の挿絵をソーントン・オークリーが描いた 。

## 作品

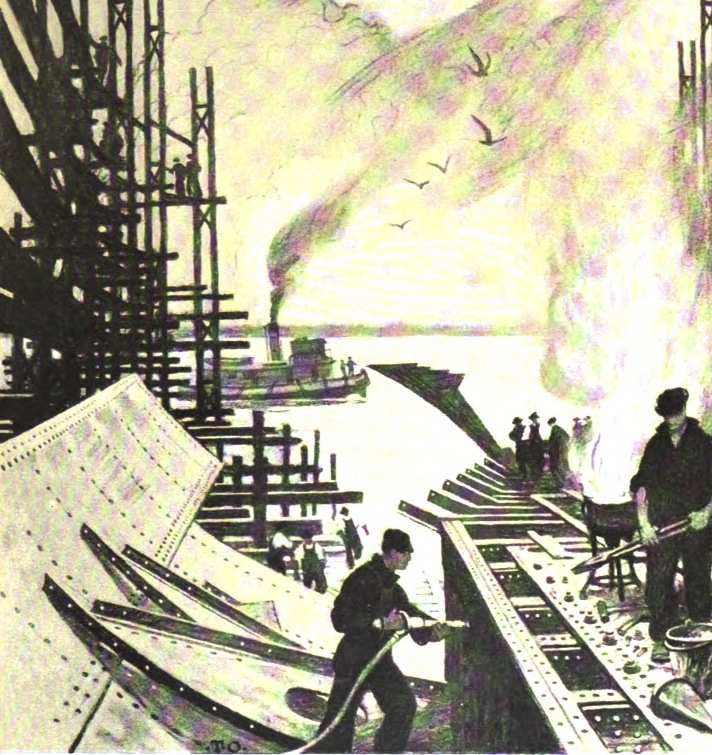
造船所のリベット打ち作業 (1918)
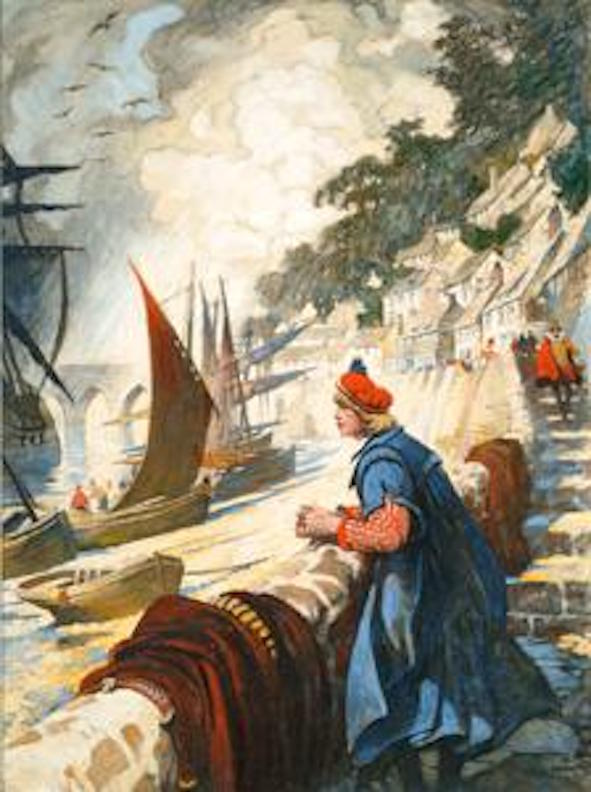
チャールズ・キングズリーの小説の挿絵 (1920)
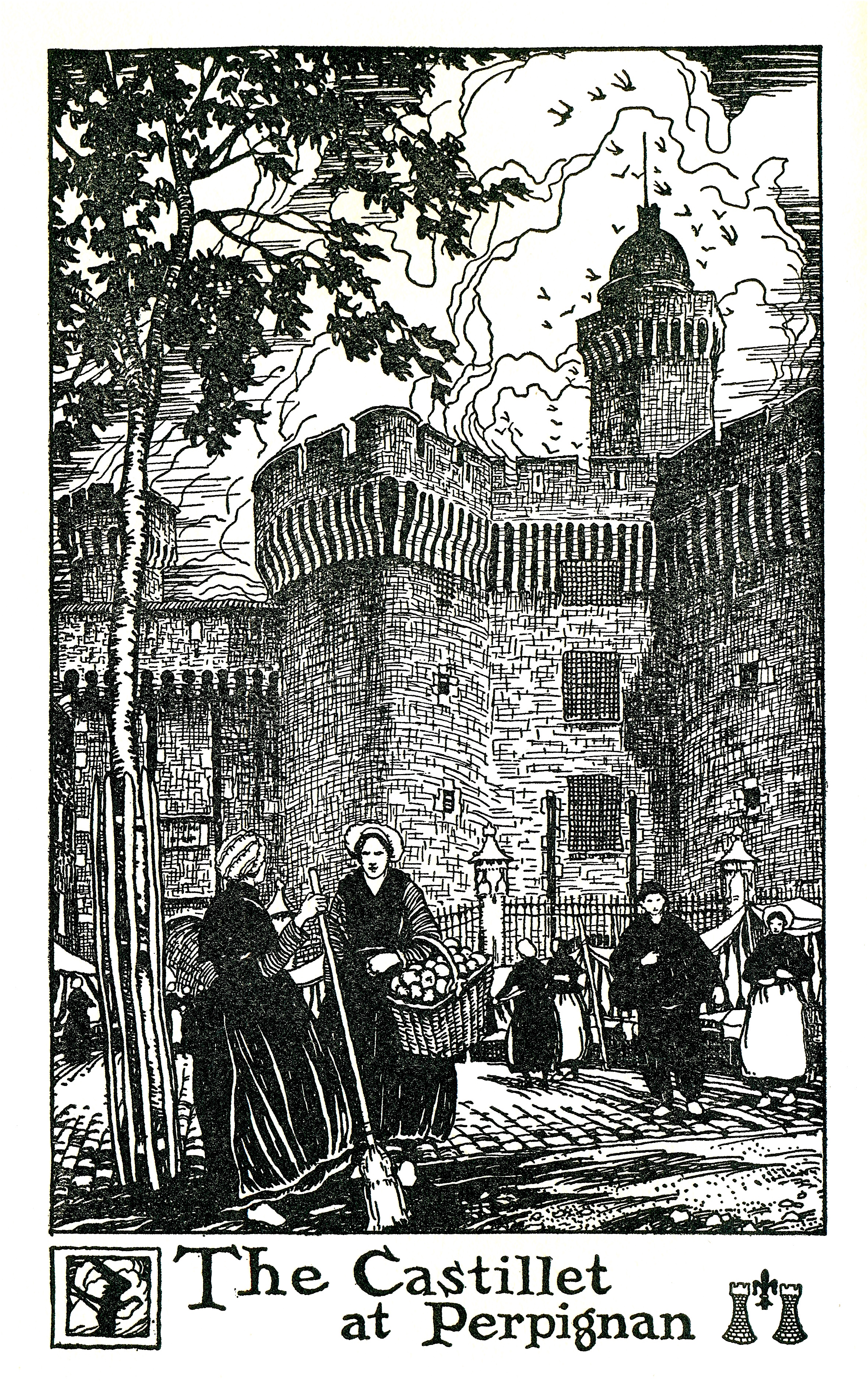
フランスのペルピニャンのカスティエ門(1923)、妻の旅行記挿絵